# Forgách Géza
Forgách Géza (Kassa, 1895. május 18. – Veszprém, 1976.) újságíró, lapszerkesztő, moziigazgató, a Prágai Magyar Hírlap főszerkesztője.

## Élete
Előbb a Budapesti Műegyetemen, majd a Kassai Királyi Jogakadémián tanult. Csehszlovákia létrejöttét követően több kassai lapnak is dolgozott. 1922-1926 között a Szlovenszkói és Ruszinszkói Szövetkezett Ellenzéki Pártok Közös Bizottsága irodájának munkatársa volt. 1926–tól a Prágai Magyar Hírlap felelős szerkesztője, 1932-től 1938-ig főszerkesztője.
A második világháború alatt Kassán élt, ahol a Felvidéki Újság felelős szerkesztője lett. A háború utolsó napjaiban Ausztriában szovjet fogságba esett. A fogságból visszatért Kassára. 1946-ban a csehszlovák hatóságok letartóztatták, majd 1947-ben szabadult. Ezt követően nyugdíjazásáig fizikai munkásként dolgozott.
Emlékiratainak kézirata máig nem került elő. 1964-ben Magyarországra települt át.

## Művei
- 1939 Munkavállalás. Magyar Élet I/ 1, 4.
- 1939 Búcsúm Miskolctól. Magyar Élet I/ 186, 3.